# FC Nöttingen

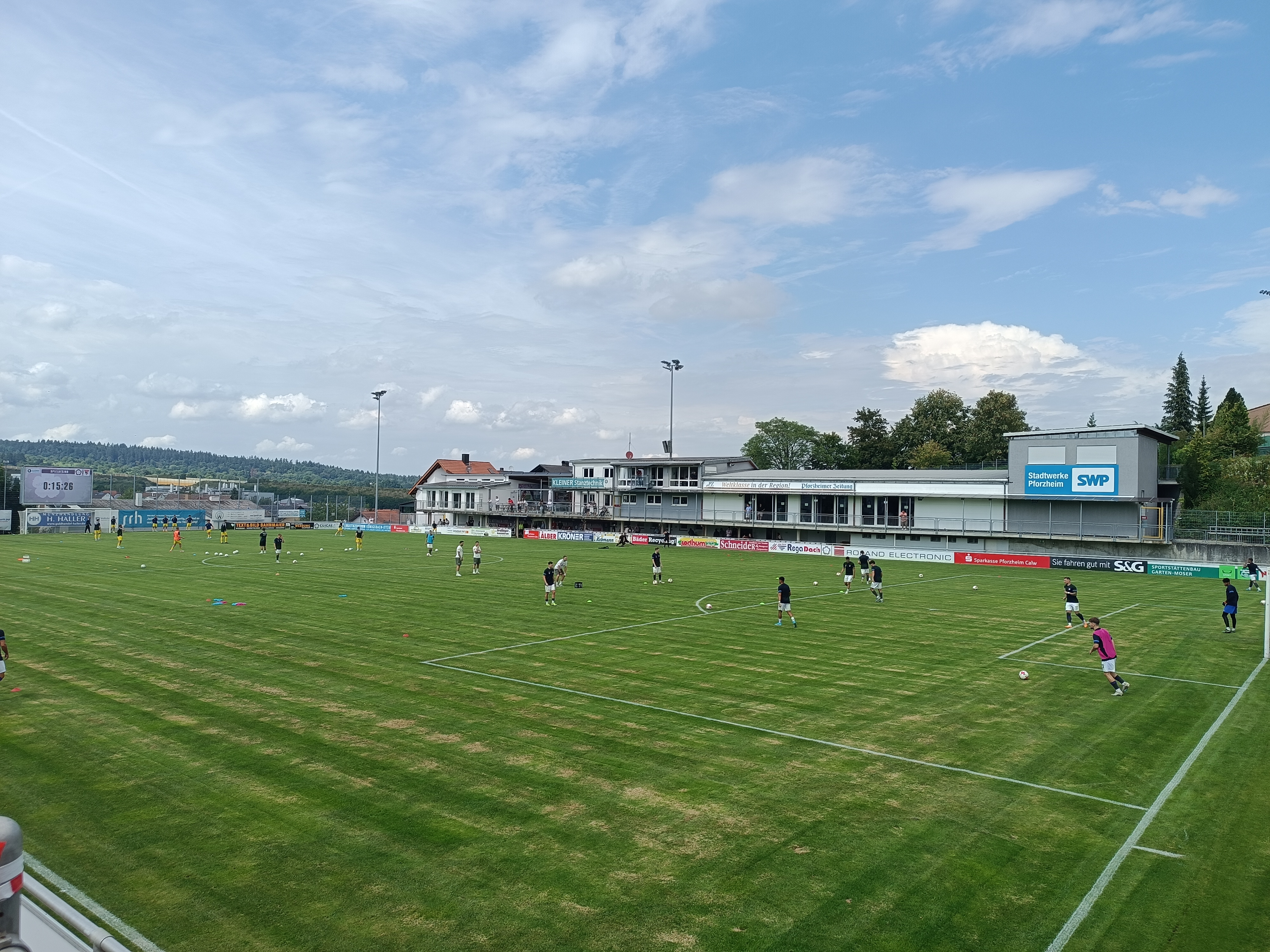
Kleiner Arena Nöttingen

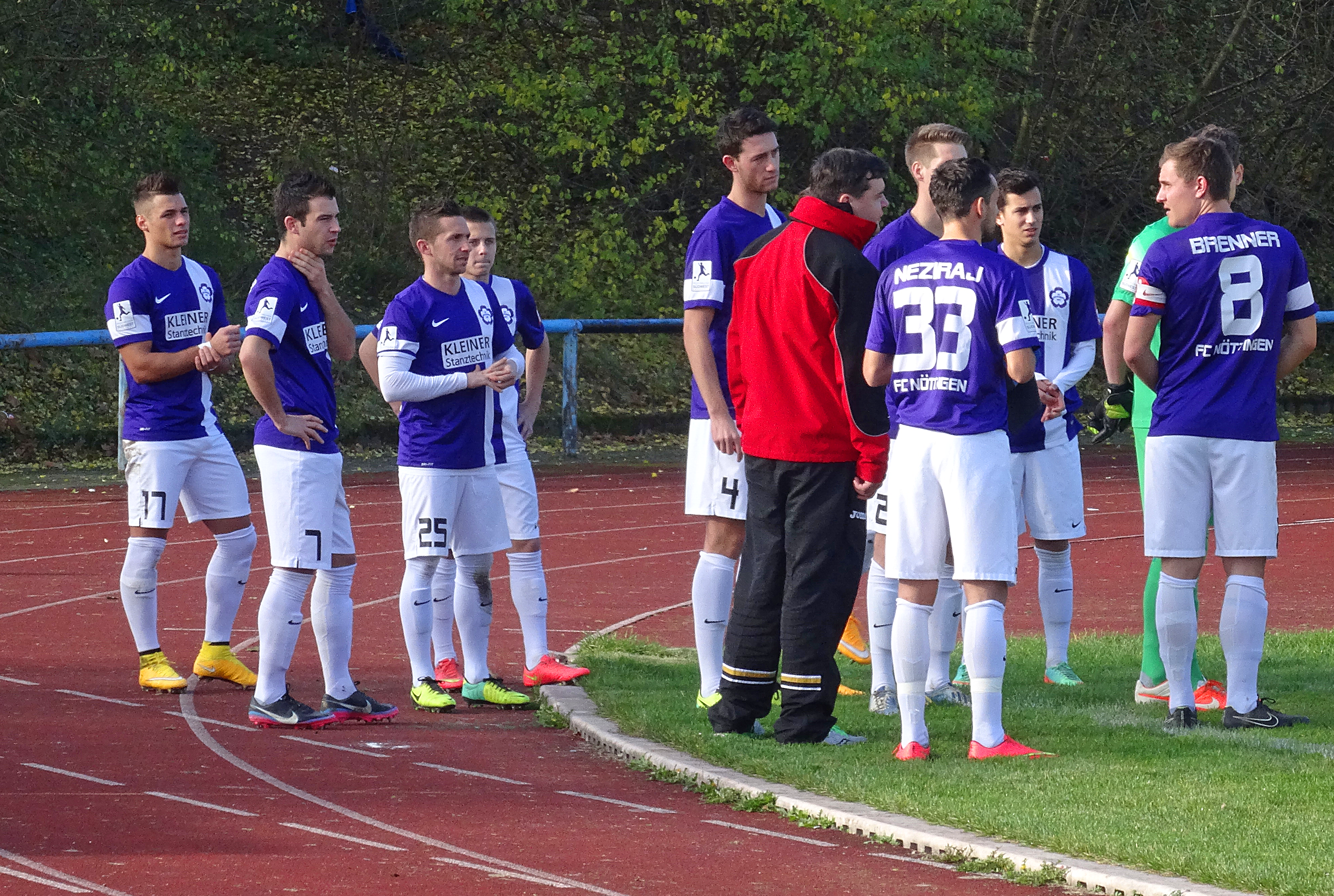
Spieler des FC Nöttingen vor einem Verbandspokalspiel 2014/15

Der FC Nöttingen ist ein Sportverein aus dem Remchinger Ortsteil Nöttingen mit Abteilungen für Fußball, Tischtennis, Schnürles und Basketball. Die Vereinsfarben des rund 850 Mitglieder zählenden Vereins sind Lila-Weiß. Die Basketball-Damen des Vereins firmieren unter Rutronik Stars Keltern und spielen in der 1. Damen-Basketball-Bundesliga.

## Geschichte
Der FC Nöttingen wurde am 2. Juli 1957 gegründet, 30 Jahre nach dem Ende des Vorgängervereins Germania (TSV) Nöttingen.
Bis 2004 führte der Weg der Fußballmannschaft stetig nach oben, 1969 von der B- in die A-Klasse, 1972 in die Bezirksliga, 1996 in die Landesliga, 1997 in die Verbandsliga, 2002 in die Oberliga Baden-Württemberg. 2004 schaffte das Team um die ehemaligen KSC-Profis Gerd Dais als Trainer und Michael Wittwer als Abwehrchef überraschend den Aufstieg in die Regionalliga Süd, wo es in der Saison 2004/5 aber kaum über die Rolle eines Punktelieferanten hinauskam und als Tabellenletzter den direkten Wiederabstieg nicht verhindern konnte.
2012 konnte der FC Nöttingen erstmals den BFV-Pokal gewinnen. Im Endspiel setzte man sich im Elfmeterschießen gegen den Ligarivalen SpVgg Neckarelz durch und qualifizierte sich damit ebenfalls zum ersten Mal für den DFB-Pokal, in dessen erster Runde man gegen den Bundesligisten Hannover 96 durch eine 1:6-Niederlage ausschied. In der Folgesaison verlor der FCN zwar das BFV-Pokalendspiel gegen den Karlsruher SC, doch reichte dies für die erneute Teilnahme am DFB-Pokal, da sich der KSC bereits als Drittligameister  qualifiziert hatte. In der ersten Runde der Spielzeit 2013/14 verloren die Lila-Weißen vor 12.470 Zuschauern im Karlsruher Wildparkstadion mit 0:2 gegen den FC Schalke 04 und schieden aus.
Zum Ende der Saison 2013/14 unterlag Nöttingen zwar im Finale des BFV-Pokals FC-Astoria Walldorf, besiegte aber im Relegationsspiel den FSV Salmrohr mit 1:0 nach Hin- und Rückspiel und stieg in die Regionalliga auf. Die Regionalligasaison 2014/15 schloss man auf dem 15. Tabellenplatz ab. Da sowohl die Kickers Offenbach als auch der 1. FC Saarbrücken in den Aufstiegsspielen zur 3. Liga scheiterten, bedeutete dies den sofortigen Wiederabstieg in die Oberliga Baden-Württemberg.
Die Saison 2015/16 startete mit Trainer Michael Wittwer, der allerdings im April zurücktrat und durch Gerd Dais ersetzt wurde. Am Ende wurde der Verein Zweiter und spielte zwei Relegationsspiele um den Aufstieg in die Regionalliga. Rot-Weiss Frankfurt wurde mit 3:2 besiegt und gegen den SC Hauenstein gab es ein 4:4, damit war der Aufstieg in die Regionalliga Südwest perfekt. Auch in der Regionalliga-Saison 2016/17 konnte die Klasse nicht gehalten werden, als Tabellenletzter stieg die Mannschaft umgehend wieder in die Oberliga ab. Der FC Nöttingen gewann jedoch das Finale des BFV-Pokal gegen den SG Heidelberg-Kirchheim mit 5:0 in Hoffenheim. So qualifizierte er sich für den DFB-Pokal 2017/18, in welchem er das Erstrundenspiel gegen den VfL Bochum mit 2:5 verlor.

## Größte Erfolge

### Meisterschaft
- Meister B-Klasse Nord: 1968/69
- Meister A-Klasse Süd: 1971/72
- Meister Bezirksliga Pforzheim: 1978/79, 1981/82, 1985/86, 1995/96, 2003/04 (FC Nöttingen II)
- Meister Landesliga Mittelbaden: 1996/97
- Meister Verbandsliga Nordbaden: 2001/02
- Meister Oberliga Baden-Württemberg: 2003/04
- Aufstieg in die Regionalliga Süd: 2004/05
- Aufstieg in die Regionalliga Südwest: 2013/14, 2015/16

### Pokal
- BFV-Pokal-Sieger: 2011/12, 2014/15, 2016/17
- DFB-Pokal-Teilnahme:

| 2012/13 | 1. Runde | FC Nöttingen – Hannover 96       | 1:6 |
| 2013/14 | 1. Runde | FC Nöttingen – FC Schalke 04     | 0:2 |
| 2015/16 | 1. Runde | FC Nöttingen – FC Bayern München | 1:3 |
| 2017/18 | 1. Runde | FC Nöttingen – VfL Bochum        | 2:5 |

## Ligazugehörigkeit
| Zeitraum  | Liga                         |
| --------- | ---------------------------- |
| 1957–1958 | B-Klasse 2                   |
| 1958–1969 | B-Klasse Nord                |
| 1969–1972 | A-Klasse Süd                 |
| 1972–1976 | 2. Amateurliga Mittelbaden 2 |
| 1976–1977 | A-Klasse 2                   |
| 1977–1979 | Bezirksliga Pforzheim        |
| 1979–1980 | Landesliga Mittelbaden 3     |

| Zeitraum  | Liga                     |
| --------- | ------------------------ |
| 1980–1982 | Bezirksliga Pforzheim    |
| 1982–1985 | Landesliga Mittelbaden 3 |
| 1985–1986 | Bezirksliga Pforzheim    |
| 1986–1994 | Landesliga Mittelbaden 3 |
| 1994–1996 | Bezirksliga Pforzheim    |
| 1996–1997 | Landesliga Mittelbaden   |
| 1997–2002 | Verbandsliga Nordbaden   |

| Zeitraum  | Liga                       |
| --------- | -------------------------- |
| 2002–2004 | Oberliga Baden-Württemberg |
| 2004–2005 | Regionalliga Süd           |
| 2005–2014 | Oberliga Baden-Württemberg |
| 2014–2015 | Regionalliga Südwest       |
| 2015–2016 | Oberliga Baden-Württemberg |
| 2016–2017 | Regionalliga Südwest       |
| 2017–     | Oberliga Baden-Württemberg |

## Persönlichkeiten

### Spieler
- Michael Bochtler
- Giuseppe Carnevale
- Matthias Cuntz
- Niko Dobros
- Arnold Dybek
- Sven Eller
- Umut Erdoğan
- André Fliess
- Anton Fink
- Alexander Göhring
- Viktor Göhring
- Julian Günther-Schmidt
- Sebastian Hofmann
- Mario Hohn
- Patrick Huckle
- Dieter Jarosch
- Adnan Kevrić
- Simon Kranitz
- Raphael Krauss
- Mattia Maggio
- Jimmy Marton
- Erwin Metzger
- Tobias Müller
- Yasin Ozan
- Marcel Rapp
- Daniel Reule
- Kevin Ruiz
- Teodor Rus
- Ralf Schmitt
- Michael Schürg
- Christian Simon
- Alexander Stolz
- Michael Wittwer

### Trainer
- Günther Cuntz
- Gerd Dais
- Martin Hägele
- Dubravko Kolinger
- Rainer Krieg
- Erwin Metzger (Spielertrainer)
- Rainer Ulrich
- Michael Wittwer

## Basketballabteilung
Der 1981 gegründete Basketballverein Grüner Stern Keltern wurde 2012 als Basketballabteilung in den FC Nöttingen aufgenommen und änderte seinen Namen mit dem Bundesligaaufstieg 2015 zu Rutronik Stars Keltern, abgeleitet vom Sponsor Rutronik.
Die Damenbasketballabteilung des Vereines wurde mit der 1. Mannschaft 2015 Meister in der 2. Damen-Basketball-Bundesliga Gruppe Süd und stieg in die 1. Damen-Basketball-Bundesliga auf.
2014 erreichte der Verein eine Änderung der Spielbestimmungen in der Liga während der laufenden Saison. In der sogenannten „Lex Steidl“ setzte der Verein mittels Klagedrohung einen Vergleich mit der DBBL GmbH durch. Dieser Vergleich besagt, „dass jede Bundesligamannschaft verpflichtet ist, in jedem Bundesligaspiel von Spielanfang bis Spielende jederzeit drei Spielerinnen, die Staatsangehörige eines EU-Mitgliedsstaates oder eines EU-assoziierten Staates sind, auf dem Spielfeld zu haben. EU-assoziierte Staaten sind Staaten, die mit der EU ein Abkommen geschlossen haben, durch das eine Gleichbehandlung hinsichtlich der Arbeitsbedingungen, der Entlohnung oder der Entlassung mit Staatsangehörigen eines Mitgliedsstaates der EU gewährt wird. Es werden nur solche Spielerinnen angerechnet, die sich seit mindestens dem 1. Januar 2013 ununterbrochen legal in Deutschland aufhalten und die zudem, soweit es sich um Berufsbasketballspielerinnen handelt, spätestens seit dem 1. September 2014 und bis mindestens zum Saisonende 2014/15 bei einem sozialversicherungspflichtigen Arbeitsentgelt von über 450 €/Monat legal vertraglich an ihren Verein gebunden sind.“ Diese Vergleichsformulierung ersetzt seit dem 29. Oktober 2014 die alte Formulierung in § 10 DBLO.
Vor dem Vergleich besagte die Regel, dass in der 2. DBBL immer mindestens drei deutsche Spielerinnen pro Team auf dem Feld stehen müssen. In der 1. DBBL lautet die Regel, dass „mindestens immer zwei deutsche Spielerinnen pro Team auf dem Feld stehen müssen.“ Marina Steidl, die Frau des Vereinsvorsitzenden Dirk Steidl profitierte von der neuen Regelung, da auf sie alle Punkte der Neuregelung zutrafen. Die anderen Vereine kritisierten das Vorgehen des FC Nöttingen zwar, stimmten der neuen Regel aber trotzdem zu, um die gesamte Saison wegen eines Rechtsstreits mit ungewissem Ausgang nicht zu gefährden.
Im Dezember 2015 kündigte der Verein, nach Fanprotesten, wegen der Lautstärke der Gästefans in der Halle, nach dem Heimspiel gegen den BC Marburg an, zukünftig das beim Erstliga-Basketball bisher übliche Trommeln bei Heimspielen zu untersagen. Dieses Verbot bestand nur wenige Monate. In der Saison 2017/2018 gewannen die Basketballfrauen die Deutsche Meisterschaft in der 1. Damen-Basketballbundesliga durch einen 3:0-Sieg in der Finalserie gegen den langjährigen Titelträger TSV 1880 Wasserburg am Inn. 2021 gewann Keltern unter Trainer Christian Hergenröther wieder den Meistertitel, diesmal mit 3:0-Siegen gegen Osnabrück.